# بطولة الصين المفتوحة 2023 (التنس)
بطولة الصين المفتوحة 2023 هي بطولة تنس احترافية من المقرر أن تقام على ملاعب صلبة خارجية. ستكون النسخة الثانية والعشرون من بطولة الصين المفتوحة للرجال والنسخة الرابعة والعشرين للسيدات. صنفت على أنها حدث ATP 500 في جولة ATP 2023،  وكبطولة WTA 1000 في جولة اتحاد لاعبات التنس المحترفات2023 (WTA). وستقام منافسات الرجال والسيدات في المركز الوطني للتنس في بكين في الفترة من 28 سبتمبر(أيلول) إلى 4 أكتوبر(تشرين الأول)للرجال، ومن 30 سبتمبر(أيلول) إلى 8 أكتوبر (تشرين الأول) للسيدات. ستكون هذه النسخة هي النسخة الأولى من بطولة الصين المفتوحة منذ عام 2019، مع إلغاء الإصدارات الفاصلة بسبب جائحة كوفيد -19 في الصين، بالإضافة إلى التداعيات التي تبعت اختفاء بينغ شواي.